# Триталлийнеодим
Триталлийнеодим — бинарное неорганическое соединение, интерметаллид неодима и таллия с формулой NdTl3, кристаллы.

## Получение
- Сплавление стехиометрических количеств чистых веществ:

{\displaystyle {\mathsf {Nd+3Tl\ {\xrightarrow {1065^{o}C}}\ NdTl_{3}}}}

## Физические свойства
Триталлийнеодим образует кристаллы кубической сингонии, пространственная группа P m3m, параметры ячейки a = 0,4737 нм, Z = 1, структура типа тримедьзолота AuCu3.
Соединение конгруэнтно плавится при температуре 1065 °C.